# Afbalanceringsvest
En afbalanceringsvest (også kaldet BCD – Buoyancy Control Device eller Buoyancy Compensating Device) kan lettest beskrives som en rygsæk med luft, som giver en SCUBA-dykker mulighed for at korrigere sin opdrift, så den bliver neutral.
En dykker med neutral opdrift vil hverken stige eller synke, men blive på samme sted i vandsøjlen. Dette er hensigtsmæssigt, da dykkeren dels bruger mindre energi, dels undgår en ukontrolleret opstigning, som øger risikoen for trykfaldssyge.
Når en dykker bevæger sig ned i vandsøjlen, vil vandtrykket presse luften i våddragten og andre dele af udstyret sammen, hvilket bevirker, at opdriften mindskes. Derfor puster dykkeren luft fra trykflaskerne ind i afbalanceringsvesten for at genskabe neutral opdrift. Nå dykkeren bevæger sig op mod overfladen, lukkes luften ud af afbalanceringsvesten igen, da man når man bevæger sig mod overfladen mindsker trykket igen, så luften udvider sig. Glemmer man at lukke luften ud af afbalanceringsvesten, vil ens opdrift derfor blive større i takt med, at man nærmer sig overfladen. Dermed kommer opstigningen ud af kontrol.